# Siergiej Łukjanow
Siergiej Władimirowicz Łukjanow (ros. Сергей Владимирович Лукья́нов; ur. 1910, zm. 1 marca 1965) – radziecki aktor filmowy. Jego drugą żoną była aktorka Kłara Łuczko. Ludowy Artysta RFSRR (1952). Laureat dwóch Nagród Stalinowskich (1951, 1952). Pochowany w Cmentarzu Nowodziewiczym w Moskwie.

## Filmografia
- 1949: Wesoły jarmark jako Gordiej Woron
- 1954: Żurbinowie jako Matwiej Dorofiejewicz Żurbin